# Crofton (West Yorkshire)
Crofton – wieś i civil parish w Anglii, w hrabstwie ceremonialnym West Yorkshire, w dystrykcie metropolitalnym Wakefield. Leży 18 km na południowy wschód od miasta Leeds i 255 km na północ od Londynu. W 2011 roku civil parish liczyła 5781 mieszkańców. Crofton jest wspomniana w Domesday Book (1086) jako Scroftune/Scrotone.